# Сапогів (потік)
Сапогів — потік в Україні, у Калуському районі Івано-Франківської області. Лівий доплив Кропивника (басейн Дністра).

## Опис
Довжина потоку приблизно 8,45 км, найкоротша відстань між витоком і гирлом — 7,08 км, коефіцієнт звивистості потоку — 1,19.

## Розташування
Бере початок у промисловій зоні міста Калуша поблизу станції Кропивник. Тече переважно на північний схід через село Мостище і в селі Копанки впадає у річку Кропивник, ліву приток Сівки. 

## Цікавий факт
- На правому березі потоку біля села Мостище розташований відстійник промислових відходів[2].
- У селі Копанки потік перетинає автошлях Т 1419[1].